# Кононенко, Виталий Иванович
Виталий Иванович Кононенко (укр. Віталій Іванович Кононенко; 9 сентября 1933 — 2 июля 2024) — советский и украинский учёный-языковед, доктор филологических наук (1977), профессор (1979); действительный член Национальной академии педагогических наук Украины (НАПНУ, 1994).
В центре научной деятельности В. И. Кононенко — широкий круг проблем общего, украинского, славянского и сравнительного языкознания. Он является автором более 600 научных работ по вопросам синтаксиса, сравнительной грамматики, фразеологии, стилистики, культуры языка, этнолингвистики и лингводидактики, в том числе учебников, пособий и методических разработок для общеобразовательных школ и педагогических институтов.

## Биография
Родился 9 сентября 1933 года в Киеве.
В 1956 году Киевский государственный университет (в настоящее время Киевский национальный университет имени Тараса Шевченко), где учился на одном курсе с будущим Президентом Украины Леонидом Макаровичем Кравчуком. По окончании вуза занимался преподавательской деятельностью в качестве учителя. Затем с 1962 года преподавал в Киевском педагогическом институте (в настоящее время Национальный педагогический университет имени М. П. Драгоманова). С середины 1960-х годов работал в аппарате Центрального комитета Компартии Украины.
Затем снова вернулся на преподавательскую работу и работал в Киевском педагогическом институте. В 1967 году защитил кандидатскую диссертацию на тему «Синонимика синтаксических конструкций со сравнительным союзом в современном русском литературном языке». В 1976 году защитил докторскую диссертацию на тему «Системно-семантические связи в синтаксисе: на материале русского языка в сопоставлении с украинским». С 1979 года — профессор Киевского педагогического института.
С 1986 года Виталий Кононенко — ректор Ивано-Франковского педагогического института, который после распада СССР был преобразован в Прикарпатский национальный университет имени Василия Стефаника, и с 1992 года его ректором был Кононенко. С 2005 года — почетный ректор этого университета.
Научные исследования В. И. Кононенко положили начало научной школе семантического синтаксиса, под его руководством было защищено 3 докторских и более 40 кандидатских диссертаций.
Его дочь: Ирина — тоже стала учёным-языковедом, доктором филологических наук.
Он был награждён орденом «За заслуги» ІІІ, ІІ и І степеней (1997, 2000, 2013), а также удостоен звания «Заслуженный деятель науки и техники Украинской ССР» (1989).

### Смерть
Умер 2 июля 2024 года в возрасте 90 лет.